# Riksväg 7, Finland

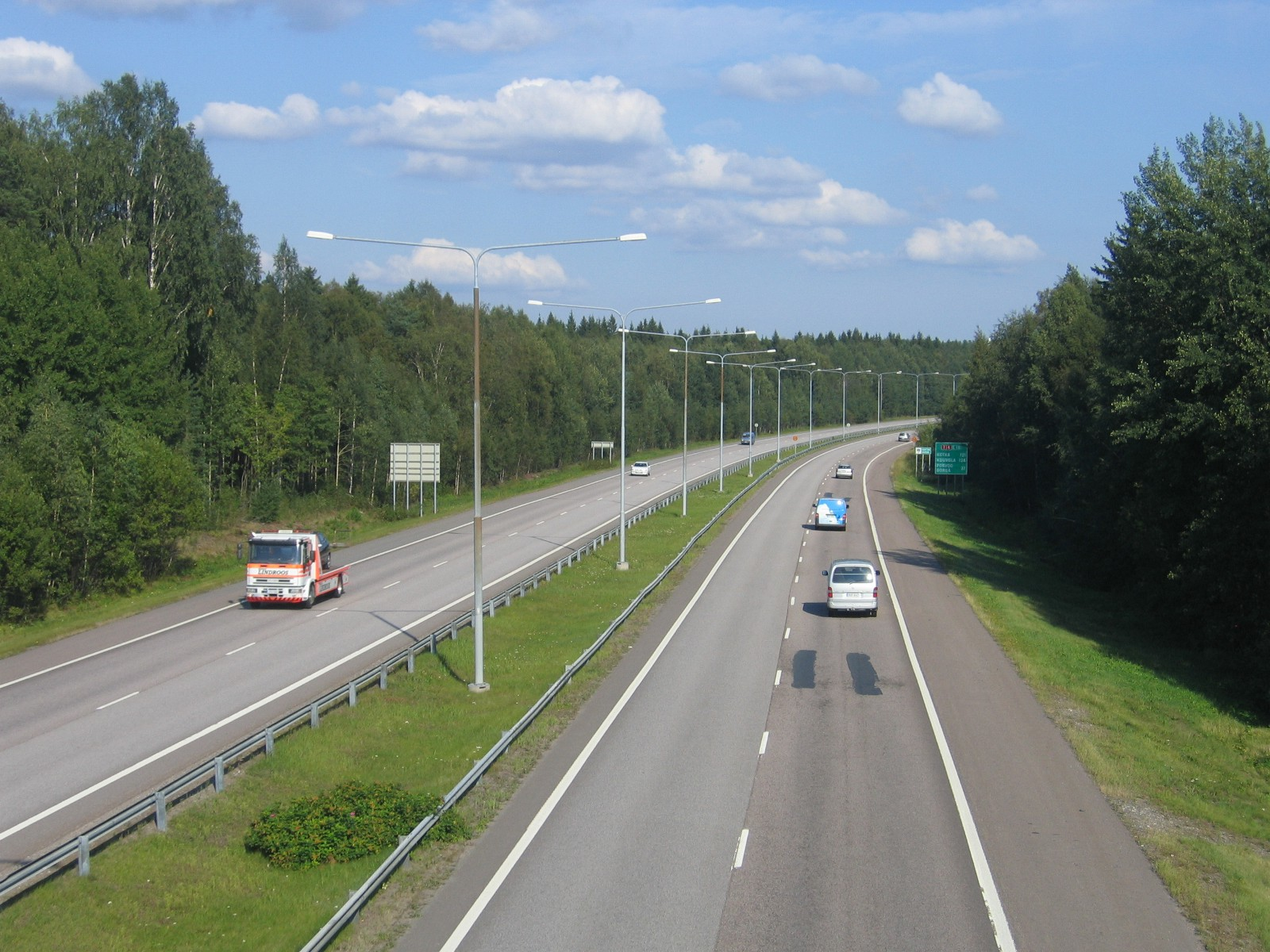
Borgåleden i Jakobacka, Helsingfors.

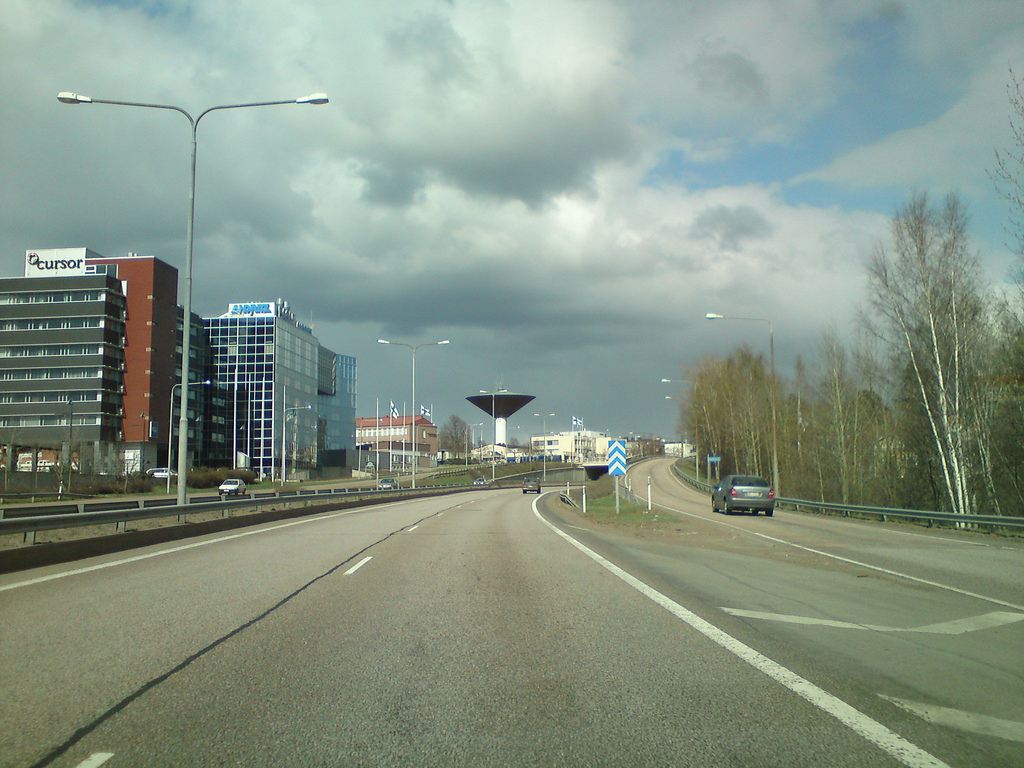
Riksväg 7 i Kotka.

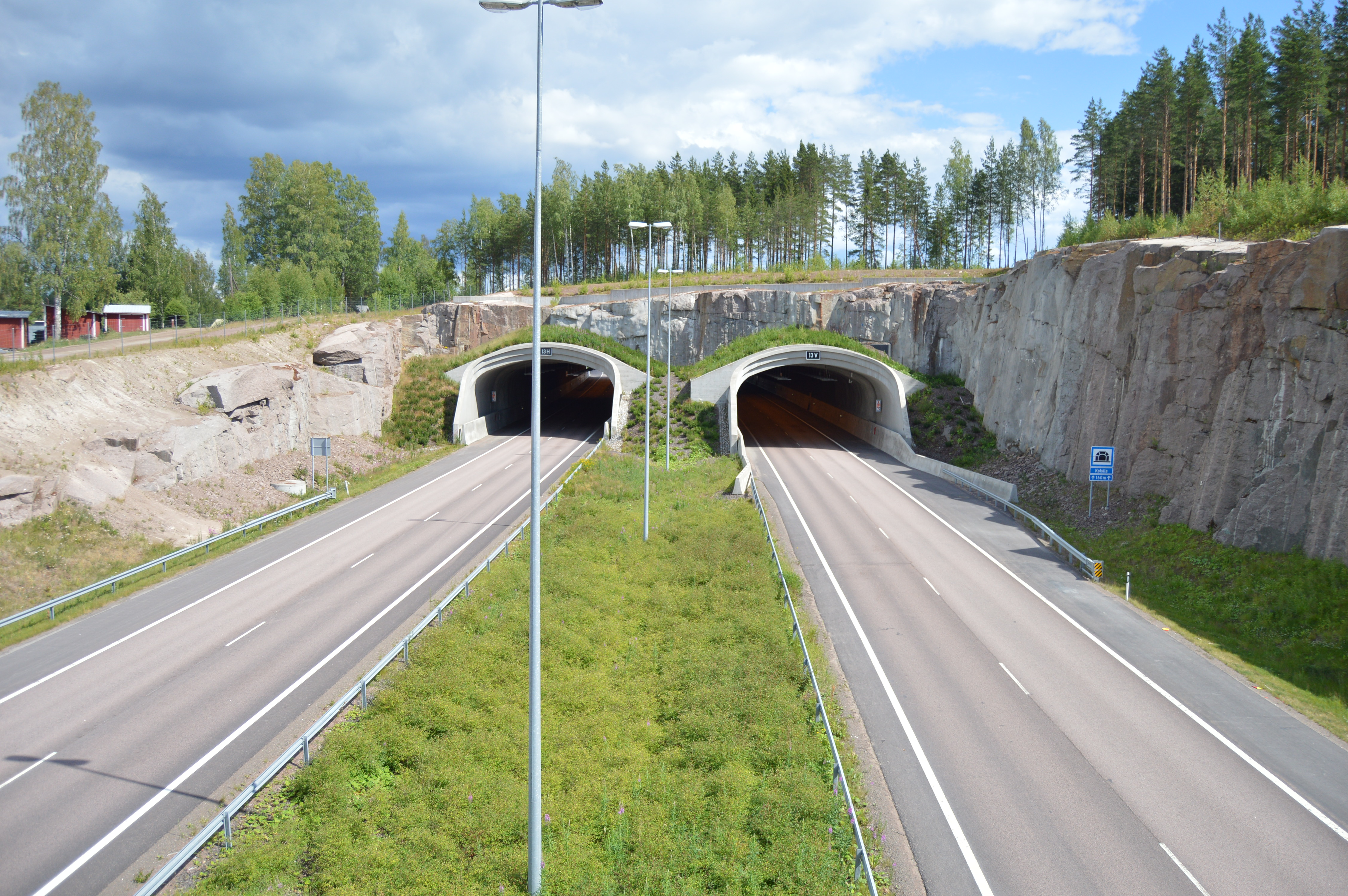
Kolsila tunnel i Fredrikshamn.

Riksväg 7 är en av Finlands huvudvägar från Helsingfors till ryska gränsen i Vaalimaa. Där vägen byggts ut till motorväg har den äldre sträckningen blivit Regionalväg 170. I huvudstadsregionen kallas vägen för Borgåleden. Vägen utgör en del av Europaväg 18 i Finland. 
Sträckning: Helsingfors - Borgå - Kotka - Fredrikshamn - ryska gränsen.

## Historia
På 1930-talet blev Borgåvägen klar mellan Helsingfors och Borgå. Vägen gick ursprungligen ända till Viborg, men Viborg blev rysk efter andra världskriget. År 1957 blev Brändö bro klar och år 1962 öppnade Österleden (då Östra motorvägen) och Riksväg 7 började följa denna nya sträckning. Österleden var dock inte länge en del av Riksväg 7 eftersom Borgåleden blev klar år 1973. Motorvägen byggdes ända till Borgå år 1981 och på 1990-talet till Forsby (Pernå kommun). På 1970-talet byggdes motorvägssträckan genom norra Kotka till Fredrikshamn. Sträckan Forsby–Kotka öppnades 2014.
Motorvägssträckornas byggnadsår:
- 1969–1971 Kyminlinna (Kotka)–Otsola (Kotka)
- 1970–1979 Helsingfors–Borgå
- 1990–1994 Otsola–Summa (Fredrikshamn)
- 1996–1999 Borgå–Forsby
- 2011–2014 Forsby–Kotka
- 2011–2015 Fredrikshamns förbifart
- 2015–2018 Fredrikshamn–Vaalimaa

Där vägen byggts ut till motorväg har den äldre sträckningen blivit Regionalväg 170.

## Avfarter
Avfarter från Helsingfors:
|  | Nr                                   | Trafikplats                                        | Korsande väg                                   | Skyltning                                      |
|  | ------------------------------------ | -------------------------------------------------- | ---------------------------------------------- | ---------------------------------------------- |
|  | 7 Borgåleden                         |                                                    |                                                |                                                |
|  |                                      | Tattaråsens planskilda anslutning (endast söderut) | E 754 Lahtisleden                              | Centrum                                        |
|  |                                      | (endast västerut)                                  | Jakobackavägen                                 | Råby, Jakobacka                                |
|  | E 187 Motorväg Ring III–Fredrikshamn |                                                    |                                                |                                                |
|  | 53                                   | Västersundoms planskilda anslutning                | E 1850 Ring III                                | Ring III                                       |
|  | 54                                   |                                                    | Knutersvägen                                   | Landbo, Östersundom                            |
|  | 55                                   |                                                    | 170                                            | Söderkulla, Massby, Västerskog                 |
|  | 56                                   |                                                    | Eriksnäsvägen                                  | Sibboviken, Eriksnäs                           |
|  | 57                                   |                                                    | 1533 Kalkstrandsvägen                          | Söderkulla, Kalkstrand                         |
|  | 58                                   |                                                    | 148 Nestevägen                                 | Sibbo, Sköldvik                                |
|  | 58a                                  |                                                    | Kilpilahdentie                                 | Sköldvik                                       |
|  | 59                                   |                                                    | 1542                                           | Emsalö, Tolkis                                 |
|  | 60                                   |                                                    | 55                                             | Borgå, Hyvinge                                 |
|  | 61                                   |                                                    | 1605 Mörskomvägen                              |                                                |
|  | 62                                   | Rita planskilda anslutning                         | 170                                            | Borgå                                          |
|  | 63                                   |                                                    | Sannäsvägen                                    | Sannäs, Illby                                  |
|  | 64                                   |                                                    | 1580 Gammelbyvägen                             | Gammelby, Rönnäs, Isnäs                        |
|  | 65                                   | Forsby planskilda anslutning                       | 6                                              | Kouvola                                        |
|  | 66                                   | Lovisa västra                                      |                                                |                                                |
|  | 67                                   | Lovisa östra                                       |                                                |                                                |
|  | 68                                   | Strömfors                                          |                                                |                                                |
|  | 69                                   | Abborrfors/Ahvenkoski                              |                                                |                                                |
|  | 70                                   | Pyttis/Pyhtää                                      |                                                |                                                |
|  | 71                                   | Broby/Siltakylä                                    |                                                |                                                |
|  | 72                                   | Heinlax/Heinlahti                                  |                                                |                                                |
|  | 73                                   | Sutela                                             |                                                |                                                |
|  | 74                                   |                                                    | 15                                             | Kotka, Kyminlinna                              |
|  | 75                                   |                                                    | 170                                            | Jumalniemi                                     |
|  | 76                                   |                                                    | 170'3571'                                      | Karhula                                        |
|  | 77                                   |                                                    | 170'357'                                       | Anjala, Halla, Sunila                          |
|  | 78                                   |                                                    | Hiidenkirnuntie                                | Otsola, Ristinkallio                           |
|  | 79                                   |                                                    | Otsolantie                                     | Keltakallio                                    |
|  | 80                                   |                                                    | 15                                             | Kouvola, Inkeroinen                            |
|  | 81                                   | Summa planskilda anslutning                        |                                                | Fredrikshamn                                   |
|  | 81a                                  |                                                    | 374                                            | Summa, Lankamalmi                              |
|  | 82                                   |                                                    | 372                                            |                                                |
|  | 83                                   |                                                    | 26                                             | Villmanstrand                                  |
|  | 84                                   |                                                    | 170                                            | Fredrikshamn                                   |
|  | 85                                   |                                                    | 170                                            | Klamila, Ravijoki                              |
|  | 86                                   |                                                    | 3514                                           | Ravijoki, Vaahterikko                          |
|  | 87                                   |                                                    | 384                                            | Virojoki, Davidstad, Miehikkälä                |
|  | 88                                   |                                                    | 387                                            | Villmanstrand, Ylämaa                          |
|  |                                      |                                                    | 170                                            | Helsingfors, Kotka, Fredrikshamn               |
|  |                                      | Vaalimaa                                           | Finland - Ryssland (EU/Schengen:s yttre gräns) | Finland - Ryssland (EU/Schengen:s yttre gräns) |